# ۵۷۲ (میلادی)
۵۷۲ (میلادی) پانصد و هفتاد و دومین سال تقویم میلادی است.

## زادگان
- ۷ فوریه – شاهزاده شوتوکو تایشی، سیاستمدار ژاپنی (د. ۶۲۲)